# SDSS J121236.69+121934.4
SDSS J121236.69+121934.4 ist eine Galaxie im Sternbild Jungfrau auf der Ekliptik. Sie ist schätzungsweise 1,1 Milliarden Lichtjahre von der Milchstraße entfernt.  